# Luperosaurus macgregori
Luperosaurus macgregori là một loài thằn lằn trong họ Gekkonidae. Loài này được Stejneger mô tả khoa học đầu tiên năm 1907.
Các tên gọi thông thường trong tiếng Anh của loài này là MacGregor's wolf gecko (tắc kè sói MacGregor) và McGregor's flapped-legged gecko (tắc kè chân lòng thòng MacGregor). Nó là loài đặc hữu đảo Calayan thuộc quần đảo Babuyan ở Philippines, nhưng IUCN cho rằng nó có thể tìm thấy trên đảo Barit và đảo Babuyan Claro.
Độ cao sinh sống: Từ mực nước biển tới nơi có cao độ 50 m trên mực nước biển.

## Từ nguyên
Tính từ định danh macgregori là để vinh danh Richard C. MacGregor của Ủy ban Khoa học ở Manila, người đã thu thập và cung cấp mẫu gốc.